# Воскресенка (Сасовский район)
Воскресе́нка — бывшая деревня в Сасовском районе Рязанской области России. Входила в состав Трудолюбовского сельского поселения.  Упразднена решением Сасовской районной Думы от 15.07.2009 № 47. 

## Географическое положение
Деревня находилась в восточной части Сасовского района, в 35 км к востоку от райцентра.

## Природа

#### Климат
Климат умеренно континентальный с умеренно жарким летом (средняя температура июля +19 °С) и относительно холодной зимой (средняя температура января −11 °С). Осадков выпадает около 600 мм в год.

## История
С 1861 г. деревня входила в Котелинскую волость Елатомского уезда Тамбовской губернии.
До 2004 года входила в Верхне-Никольский сельский округ.
С 2004 года входит в состав Трудолюбовского сельского поселения.
В 2009 году официально упразднена и исключена из Реестра административно-территориальных единиц и населённых пунктов Рязанской области.

## Население
| 1984 | 2010 |
| ---- | ---- |
| 30   | ↘0   |